# 이상네트웍스
주식회사이상네트웍스(eSANG Networks Co., Ltd., 한국: 080010)는 대한민국의 B2B전자상거래 업체로 코스닥 상장 업체이다. 대표이사는 조원표이고 설립일은 2000년 2월 28일, 등록 업종은 기타 상품 중개업, 주생산품은 전자상거래서비스이다. 서울특별시 금천구 가산동에 본사를 두고 있다.
전시회 회사로 피벗했다